# Święte Jezioro (województwo warmińsko-mazurskie)
Święte Jezioro (lub Jezioro Święte, niem. Schwenty See, Heiliger See) – jezioro w Polsce, w województwie warmińsko-mazurskim, w powiecie olsztyńskim, w gminie Olsztynek.

## Położenie i charakterystyka
Jezioro leży na Równinie Olsztynka, natomiast w regionalizacji przyrodniczo-leśnej – w mezoregionie Puszcz Mazurskich, w dorzeczu Marózka–Łyna–Pregoła. Znajduje się około 15 km w kierunku południowo-wschodnim od Olsztynka, niedaleko wsi Kurki. Marózka wpada do jeziora od strony północnej, niosąc wody z jeziora Pawlik, wypływa natomiast w środkowej części zachodniego brzegu, kierując się na Kiernoz Wielki.
Linia brzegowa rozwinięta. Duży półwysep na wschodzie i wyspa w zachodniej części jeziora o powierzchni 0,4 ha dzielą zbiornik wodny na dwie wyraźnie różne części: głęboką północną i płytką południową. Zbiornik wodny leży w otoczeniu lasów, brzegi wysokie i strome z wyjątkiem krańców północnych, gdzie są niskie i podmokłe. Ławica przybrzeżna piaszczysta. Dno twarde i piaszczyste, gdzieniegdzie kamieniste.
Zgodnie z typologią abiotyczną zbiornik wodny został pierwotnie sklasyfikowany jako jezioro o wysokiej zawartości wapnia, o małym wypływie zlewni, stratyfikowane, leżące na obszarze Nizin Wschodniobałtycko-Białoruskich (5a). Następnie uznano, że wpływ zlewni jest duży, co zmieniło typ na 6a. W systemie gospodarki wodnej stanowi jednolitą część wód powierzchniowych „Święte” o międzynarodowym kodzie PLLW30393.
Jezioro leży na terenie obwodu rybackiego jeziora Maróz w zlewni rzeki Łyna – nr 7. Na jego obszarze obowiązuje strefa ciszy.
Niedaleko południowych brzegów przebiega droga krajowa nr 58.

## Morfometria
Według danych Instytutu Rybactwa Śródlądowego powierzchnia zwierciadła wody jeziora wynosi 59,4 ha. Średnia głębokość zbiornika wodnego to 6,8 m, a maksymalna – 40,8 m. Lustro wody znajduje się na wysokości 127,6 m n.p.m. Objętość jeziora wynosi 4291,5 tys. m³. Maksymalna długość jeziora to 1600 m, a szerokość 540 m. Długość linii brzegowej wynosi 4275 m.
Inne dane uzyskano natomiast poprzez planimetrię jeziora na mapach w skali 1:50 000 opracowanych w Państwowym Układzie Współrzędnych 1965, zgodnie z poziomem odniesienia Kronsztadt. Otrzymana w ten sposób powierzchnia zbiornika wodnego to 61,0 ha, a wysokość bezwzględna lustra wody – 128,0 m n.p.m.

## Przyroda
W skład pogłowia występujących ryb wchodzą m.in. szczupak, lin, płoć, leszcz, okoń, sieja i węgorz. Wśród ubogiej roślinności przybrzeżnej porastającej brzegi rzadkimi kępami dominuje trzcina i pałka wąskolistna. W skład gęsto porastającej brzegi roślinności zanurzonej wchodzą m.in. rogatek i wywłócznik.
Obszar jeziora leży na terenie specjalnego obszaru ochrony siedlisk w ramach sieci Natura 2000 Ostoja Napiwodzko-Ramucka (PLH280052) o łącznej powierzchni 32 612,78 ha.

## Historia
Badania archeologiczne wyspy na jeziorze z 2008 roku wskazały na występowanie śladów osadnictwa z późnego okresu brązu i wczesnej epoki żelaza.
Jezioro po raz pierwszy wzmiankowano w 1351 roku jako Swentein. W 1576 kartograf Caspar Henneberger opisał je jako Schwenthe See. Niemiecki historyk Reinhard Wenskus stwierdził, iż w czasach wczesnego średniowiecza jezioro było położone na granicy Ziemi Sasinów i Galindii. Zbiornik wodny miał prawdopodobnie charakter kultowy dla Prusów.
Jezioro było wzmiankowane w Słowniku geograficznym Królestwa Polskiego, leżało wówczas w powiecie ostródzkim.